# Mary Celeste
Mary Celeste (também designado, erradamente, por Marie Celeste) foi um bergantim mercante norte-americano que foi encontrado à deriva e sem tripulação no Oceano Atlântico, ao largo dos Açores, em 4 de Dezembro de 1872, pelo bergantim canadiano Dei Gratia. O navio, embora com sinais de abandono, estava com boas condições de navegabilidade, com parte das velas içadas, sem ninguém a bordo, e sem o seu barco salva-vidas. O último registo no diário de bordo tinha data de dez dias antes. O Mary Celeste saiu de Nova Iorque rumo a Génova em 7 de Novembro, e quando foi descoberto ainda tinha  bastantes provisões e mantimento. A sua carga de álcool desnaturado estava intacta e os bens pessoais do capitão e da restante tripulação não tinham sido mexidas. Nunca mais se viu ou se ouviu falar dos que iam a bordo do navio.
O Mary Celeste foi lançado sobre o registo britânico de Amazon, em 1861. Passou, depois, para mãos norte-americanas em 1868, mudando a sua nova designação até à última viagem realizada em 1872. Nas primeiras audiências em Gibraltar, após a sua descoberta à deriva, os representantes da investigação consideraram várias possibilidades de crime, incluindo motim por parte da tripulação do navio, actos de pirataria por parte dos membros do Dei Gratia, ou outros, e conspiração para poder  ativar o seguro da embarcação de forma fraudulenta. No entanto, não se encontraram quaisquer indícios para apoiar estas teorias.
A natureza inconclusiva das audiências deu origem a décadas de especulação em relação às causas do mistério, e toda a história envolvente foi ainda mais distorcida por falsas informações e fantasia. As hipóteses avançadas incluem  os efeitos da evaporação do álcool na tripulação, um sismo submarino (seguido de maremoto), trombas de água, ataques de lulas-gigantes e atividade paranormal.
Depois das audiências de Gibraltar, o Mary Celeste continuou ao serviço com novos donos. Em 1885, o seu capitão encalhou, propositadamente, o navio ao largo da costa do Haiti, para tentar ativar o seguro de forma fraudulenta. A história da descoberta o navio abandonado em 1872 deu origem a várias dramatizações em documentários, séries e filmes, e o nome do navio tornou-se sinónimo de abandonos inexplicáveis.
Em 1894, o escritor britânico Arthur Conan Doyle escreveu uma história baseada no mistério, mas o nome do navio foi escrito como Marie Celeste. Esta forma passou a ser mais utilizada no dia-a-dia do que o nome original.

## Origens
A embarcação foi construída em 1861, na Nova Escócia, Canadá, sob o nome de "Amazon". Zarpou de Halifax e ancorou Baía de Glace, onde aguardava por um carregamento e fora seriamente danificado quando uma tempestade lançou-o em direção à costa. Seu capitão, William Thompson, vendeu-o para dois homens da Baía. Eles restauraram o barco e no ano seguinte venderam-no para Richard Haines, em Nova Iorque. Nesse entremeio seus novos donos rebatizaram-no como "Mary Celeste".

## História
Em 7 de novembro de 1872, sob o comando do capitão Benjamin Briggs, o barco foi carregado com barris de álcool despachados pela Meissner Ackermann & Coin. e zarpou de Staten Island, Nova Iorque, com destino à Gênova, Itália. Além do capitão e sete marinheiros, ele também transportava Sarah E. Briggs (esposa de Benjamin), e sua filha de dois anos, Sophia Matilda.
O brigue de nacionalidade britânica Dei Gratia (1871-1907) estava a 400 milhas a leste dos Açores quando avistou um navio à deriva, em 5 de dezembro do mesmo ano. Seu capitão, David Reed Morehouse, descobriu que se tratava do Mary Celeste, o qual partira oito dias depois dele e já deveria estar em Gênova.
Morehouse abordou o Mary Celeste para oferecer ajuda. A embarcação encontrava-se em boas condições. O único bote salva-vidas desaparecera e uma de suas duas bombas d’água fora desmontada. Os pertences dos tripulantes ainda se encontravam nos alojamentos e a carga de 1 701 barris estava aparentemente intacta, até se descobrir que nove barris estavam vazios.
Tripulantes do Dei Gratia conduziram o Mary Celeste até Gibraltar, onde a corte do vice-almirantado britânico julgaria a concessão do pagamento do seguro aos salvadores do navio. Entretanto, o procurador-geral responsável pelo inquérito, Frederick Solly Flood, suspeitava de crime de dano. Depois de mais de três meses a corte não encontrou evidências de delito, mas a tripulação do Dei Gratia recebeu somente um sexto dos 46 000 dólares do seguro do navio e de sua carga, sugerindo que as autoridades não estavam completamente convencidas da inocência da tripulação do Dei Gratia.
O barco foi recuperado e utilizado ao longo de doze anos por uma variedade de proprietários. Em 3 de janeiro de 1885 o Mary Celeste foi deliberadamente afundado na costa haitiana pelo seu último capitão, numa tentativa frustrada de receber o valor do seguro.
Os restos do bergantim foram encontrados em 2001 numa expedição liderada por Clive Cussler e pelo produtor de filmes John Davis.

## Tripulantes
| Nome                 | Ocupação   | Nacionalidade | Idade |
| -------------------- | ---------- | ------------- | ----- |
| Benjamin Briggs      | Capitão    | Americano     | 37    |
| Albert C. Richardson | 1º oficial | Americano     | 28    |
| Andrew Gilling       | 2º oficial | Dinamarquês   | 25    |
| Edward W. Head       | Cozinheiro | Americano     | 23    |
| Volkert Lorenson     | Marinheiro | Alemão        | 29    |
| Arian Martens        | Marinheiro | Holandês      | 35    |
| Boy Lorenson         | Marinheiro | Alemão        | 23    |
| Gotlieb Gondeschall  | Marinheiro | Alemão        | 23    |

### Passageiros
| Nome                   | Notas             | Idade |
| ---------------------- | ----------------- | ----- |
| Sarah Elizabeth Briggs | Esposa do capitão | 31    |
| Sophia Matilda Briggs  | Filha do capitão  | 2     |

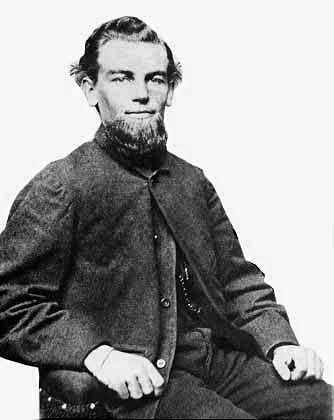
Benjamin Briggs, capitão do Mary Celeste
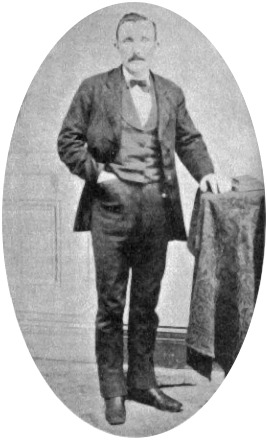
Albert C. Richardson, 1º oficial
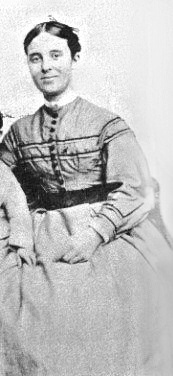
Sarah Elizabeth Briggs, esposa do capitão
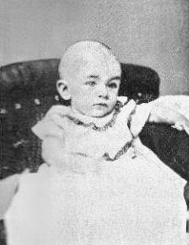
Sophia Matilda Briggs, filha de Benjamin e Sarah

## Na literatura
O Mary Celeste é citado na primeira página do livro Sally e a Maldição do Rubi (The Ruby in the Smoke) de Philip Pullman, e novamente na primeira página do segundo livro da série, The Shadow in the North, onde o desaparecimento do navio fictício Ingrid Linde é citado como uma notícia comparável à do resgate do Mary Celeste.
Em 1884, o então jovem Arthur Conan Doyle, futuro autor dos contos e romances de Sherlock Holmes, publicou anonimamente o conto J. Habakuk Jephson's Statement, baseado nos fatos que envolveram o abandono desse bergantim.

## Na televisão
Na série Doctor Who (2ª Temporada, Arco 16, Episódio 32 "Flight Through Eternity"), o Primeiro Doutor e seus companheiros Bárbara, Ian e Vicki viajam no tempo e aterrissam no Mary Celeste ainda tripulado. O abandono do navio pelos seus tripulantes é explicado na série pela aparição dos Daleks, que perseguiam os heróis. Essa aparição aterrorizou os tripulantes de tal modo que pensaram se tratar do Barbário Branco, uma superstição, e levou a um pânico que fez com que todos pulassem do navio.